# Шепелево (Павловский район)
Шепелево — деревня в Павловском районе Нижегородской области. Входит в состав Таремского сельсовета.

## Население
| 2002 | 2010 |
| ---- | ---- |
| 5    | ↘0   |

Национальный состав
Согласно результатам переписи 2002 года, в национальной структуре населения русские составляли 100% из 5 человек.